# Axel Reutercrona
Carl Eric Miles Gustaf Axel Reutercrona, född 29 november 1819 i Bällefors socken, Skaraborgs län, död 28 maj 1905 i Stockholm, var en svensk jurist. Han var sonson till Georg Fredrik Reutercrona och far till Arvid Reutercrona.
Reutercrona blev student vid Uppsala universitet 1838 och avlade hovrättsexamen 1842. Han blev extra ordinarie notarie i Svea hovrätt 1843, vice notarie där 1844, vice häradshövding 1848, var tidvis tillförordnad domhavande 1848–1856 samt blev häradshövding i Västra Hälsinglands domsaga i Gävleborgs län 1856 och i Finspånga läns domsaga i Östergötlands län från 1864. 
Reutercrona var ledamot av riksdagens andra kammare för Risinge, Hällestads och Tjällmo domsaga i Östergötlands län 1867–1869. Han var ledamot av tillfälligt utskott 1867.